# Kreuzweg in der Friedhofsmauer (Distelhausen)

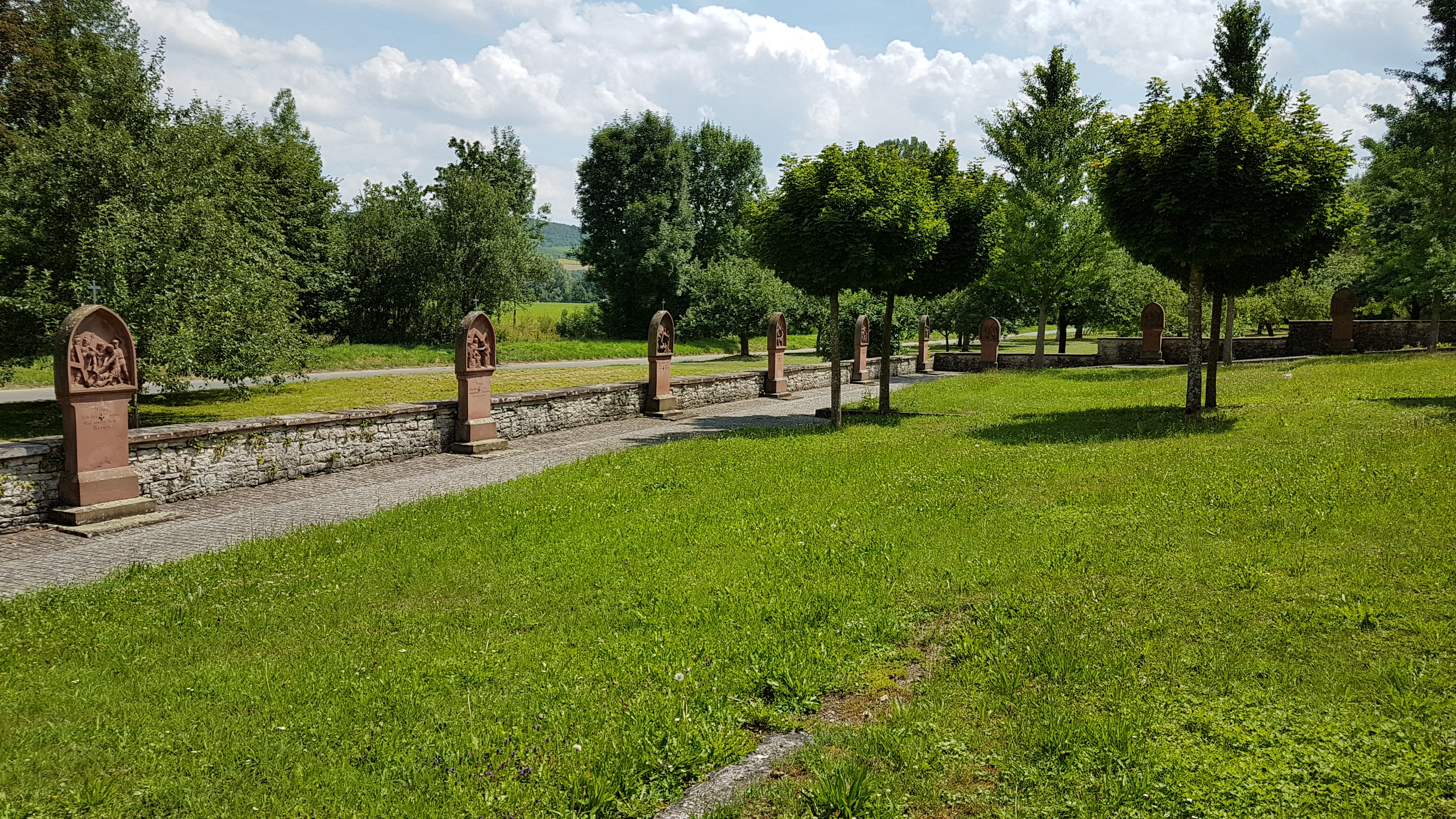
Der Distelhäuser Kreuzweg in der Friedhofsmauer

Der Kreuzweg in der Friedhofsmauer befindet sich im Friedhof in Distelhausen, einem Stadtteil von Tauberbischofsheim im Main-Tauber-Kreis in Baden-Württemberg.

## Beschreibung
Bei den Kreuzwegstationen handelt es sich jeweils um Bildstocktafeln mit metallenem Abschlusskreuz und Sandsteinreliefs. Die ersten zwölf Stationen befinden sich in der Friedhofsmauer, die letzten beiden sind freistehend. Bei den ersten drei Stationen fehlt das metallene Abschlusskreuz. Der Kreuzweg beginnt an der in Richtung Lauda gelegenen südlichen Mauer des Friedhofs und führt zur St.-Wolfgangs-Kapelle. Der Urheber ist nicht bekannt.
Der Distelhäuser Kreuzweg umfasst 14 Stationen mit den folgenden Inschriften:

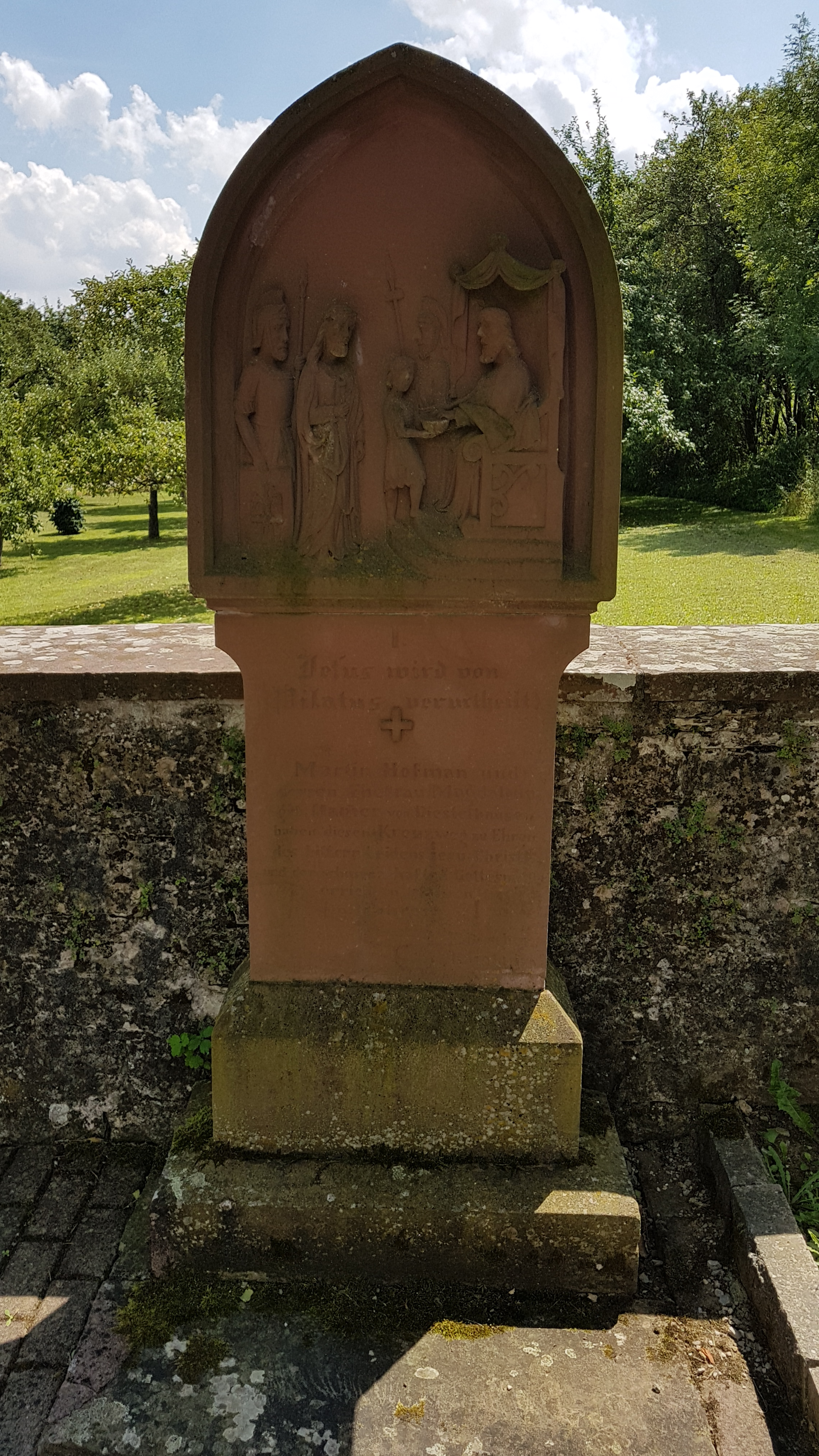
I. Jesus wird von Pilatus verurteilt
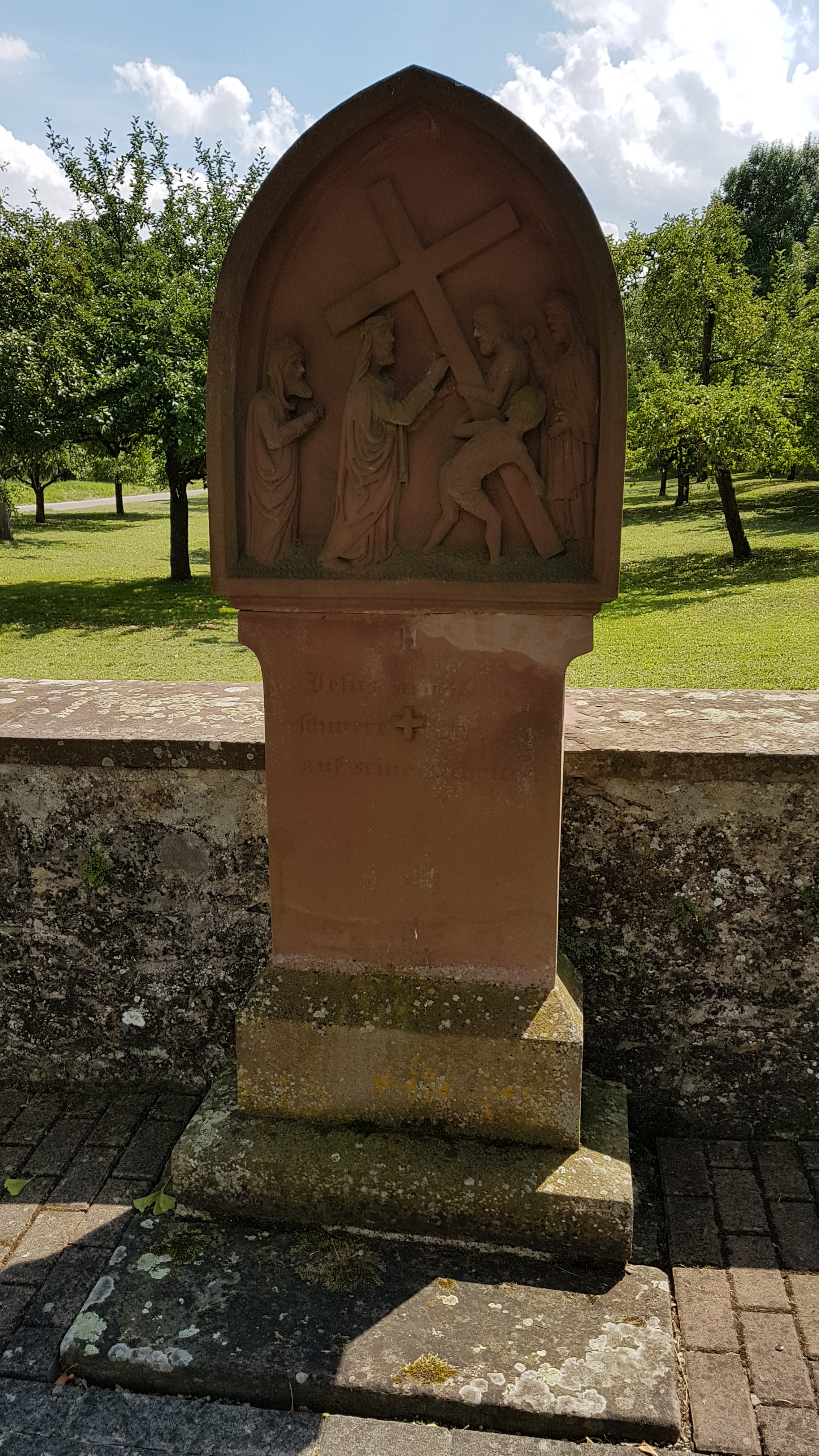
II. Jesus nimmt das schwere Kreuz auf seine Schulter
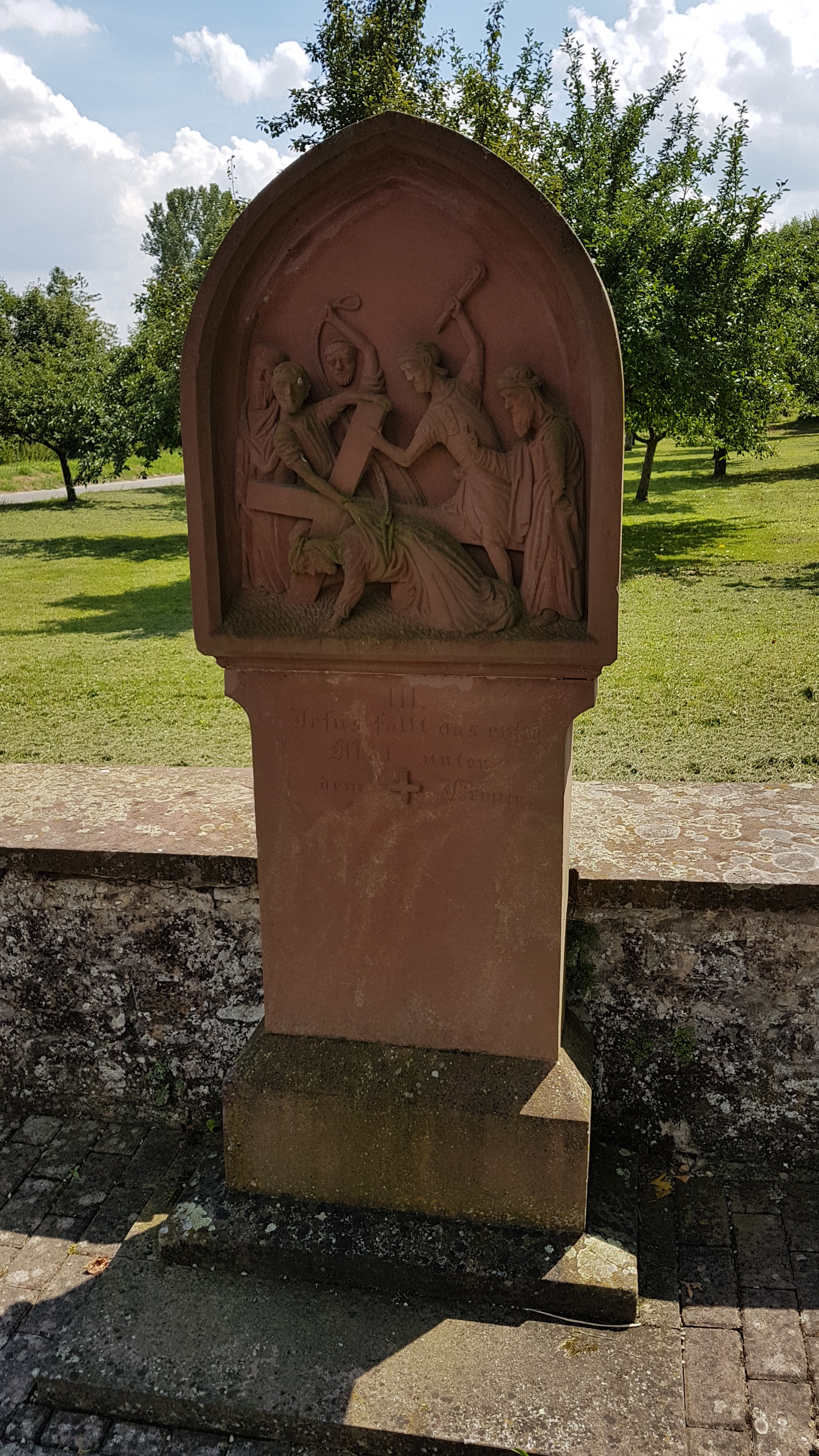
III. Jesus fällt das erste Mal unter dem Kreuze
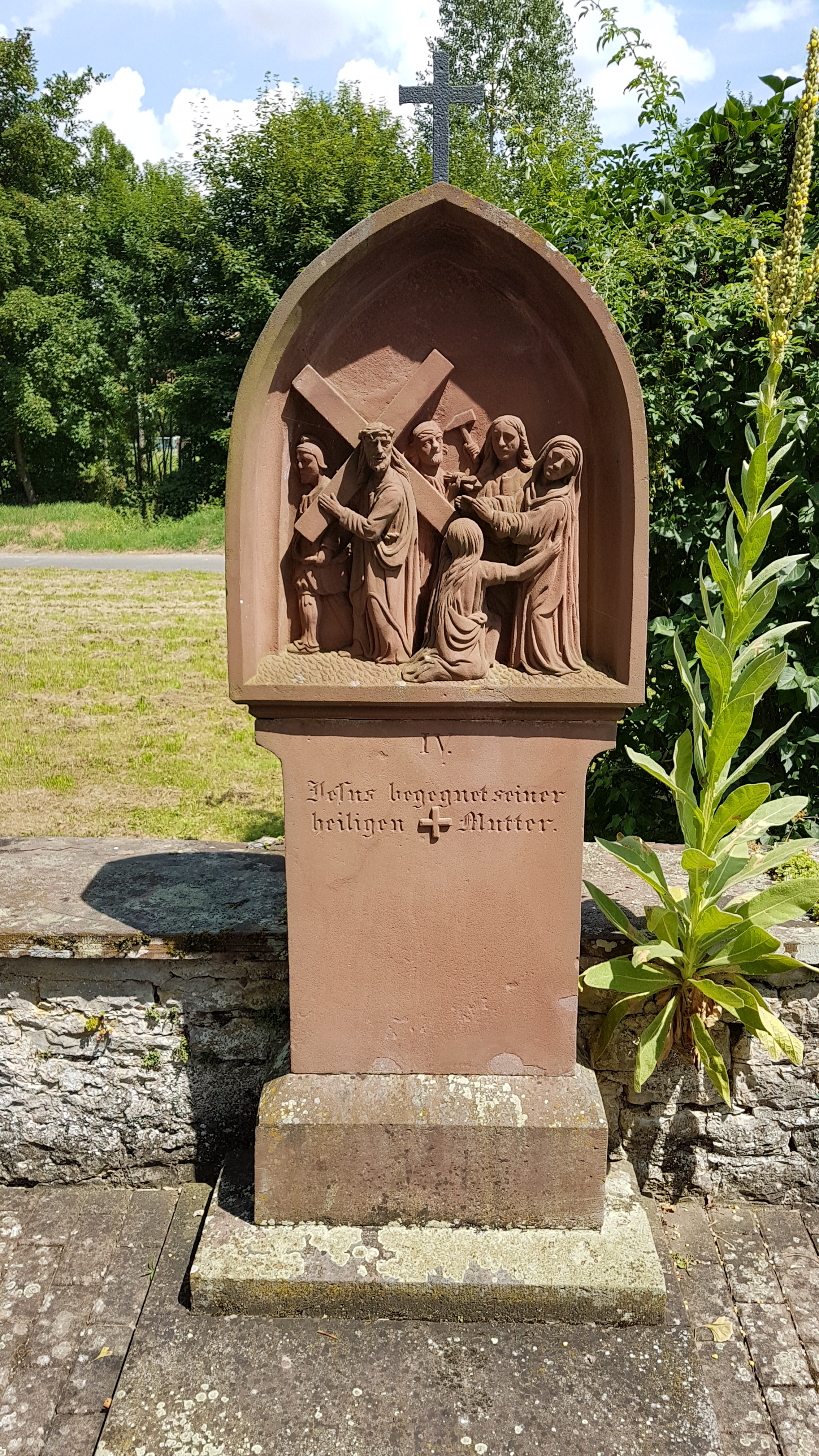
IV. Jesus begegnet seiner heiligen Mutter
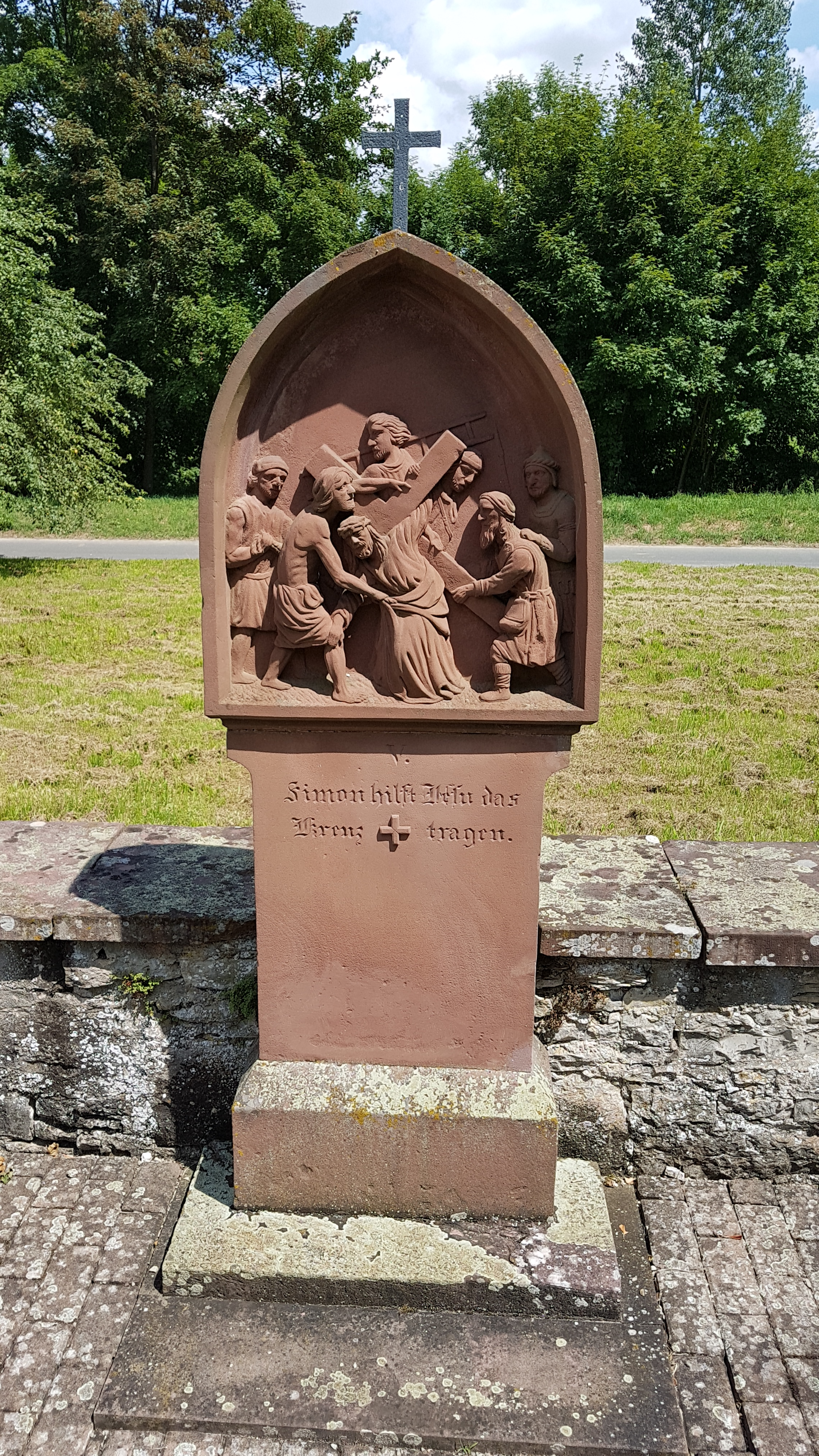
V. Simon hilft Jesu das Kreuz tragen
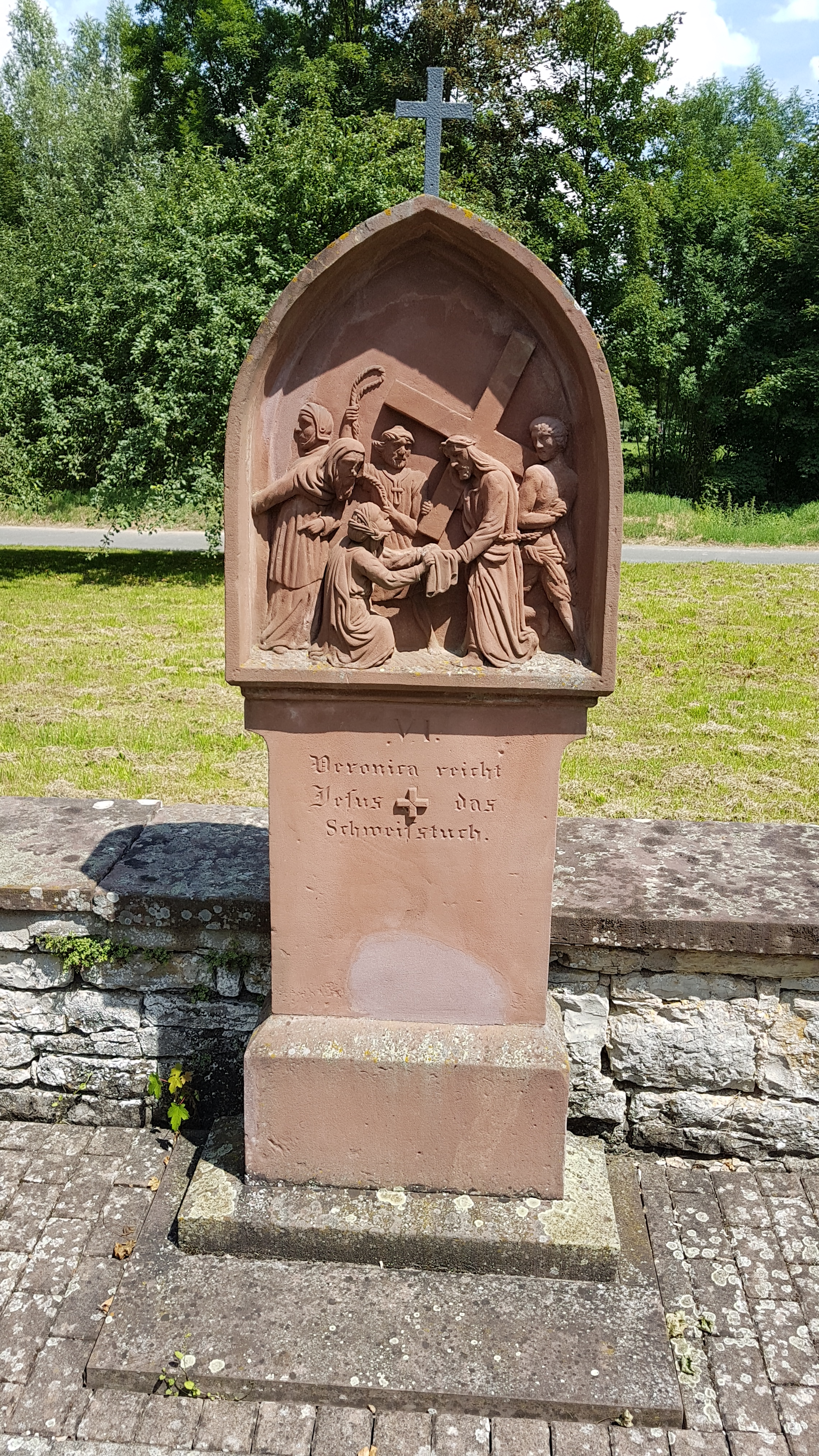
VI. Veronika reicht Jesus das Schweißtuch
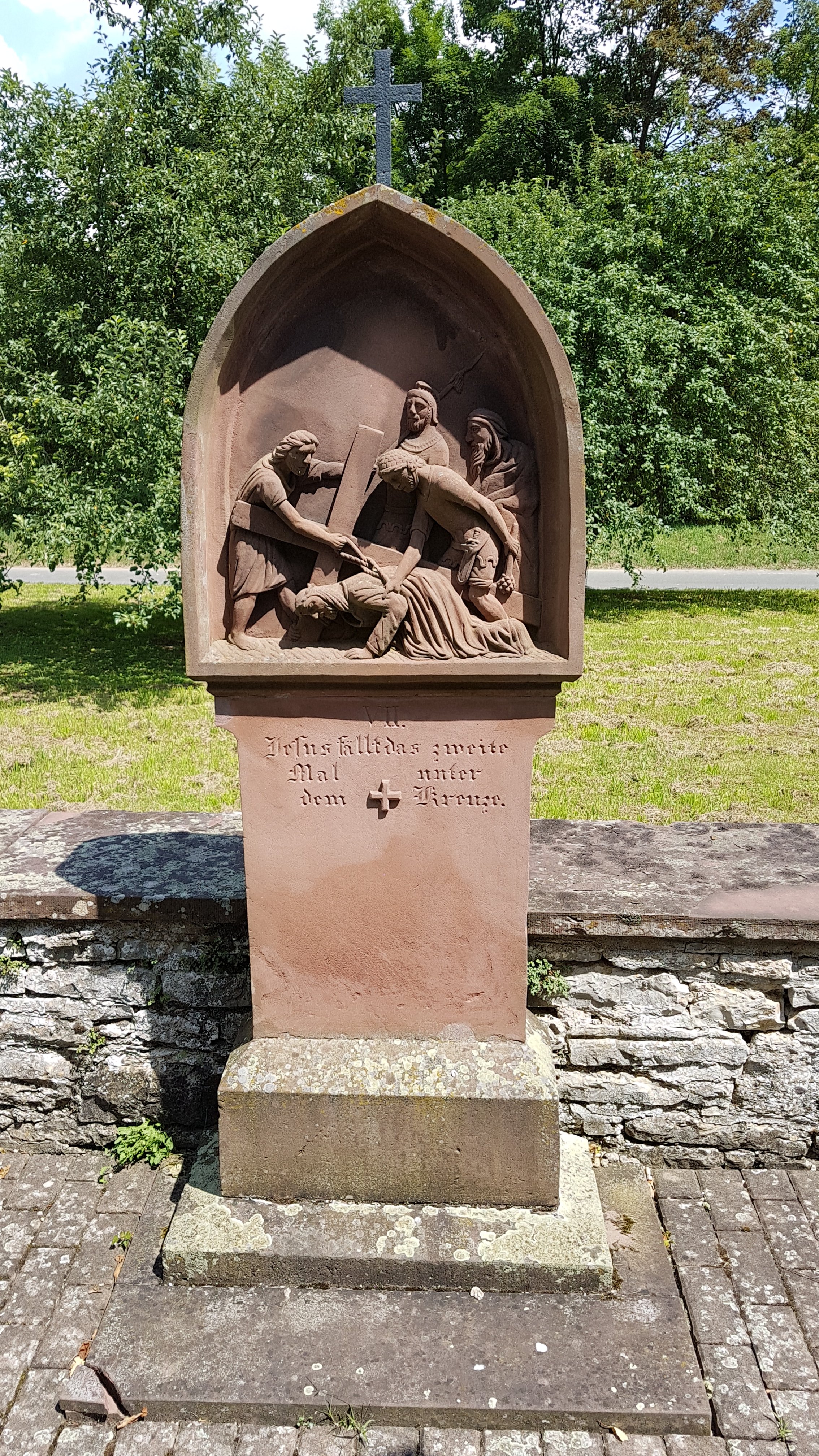
VII. Jesus fällt das zweite Mal unter dem Kreuze
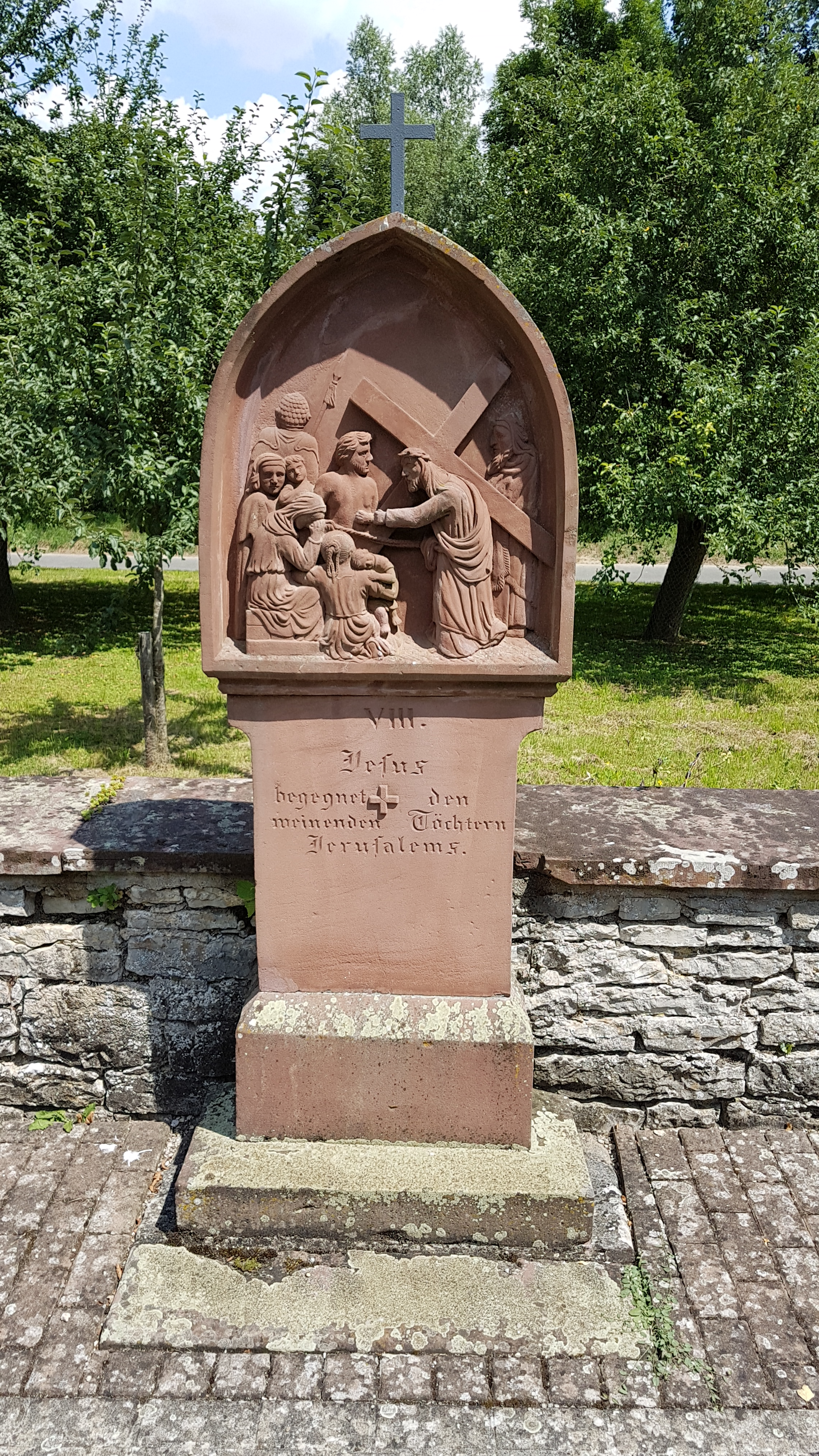
VIII. Jesus begegnet den weinenden Töchtern Jerusalems
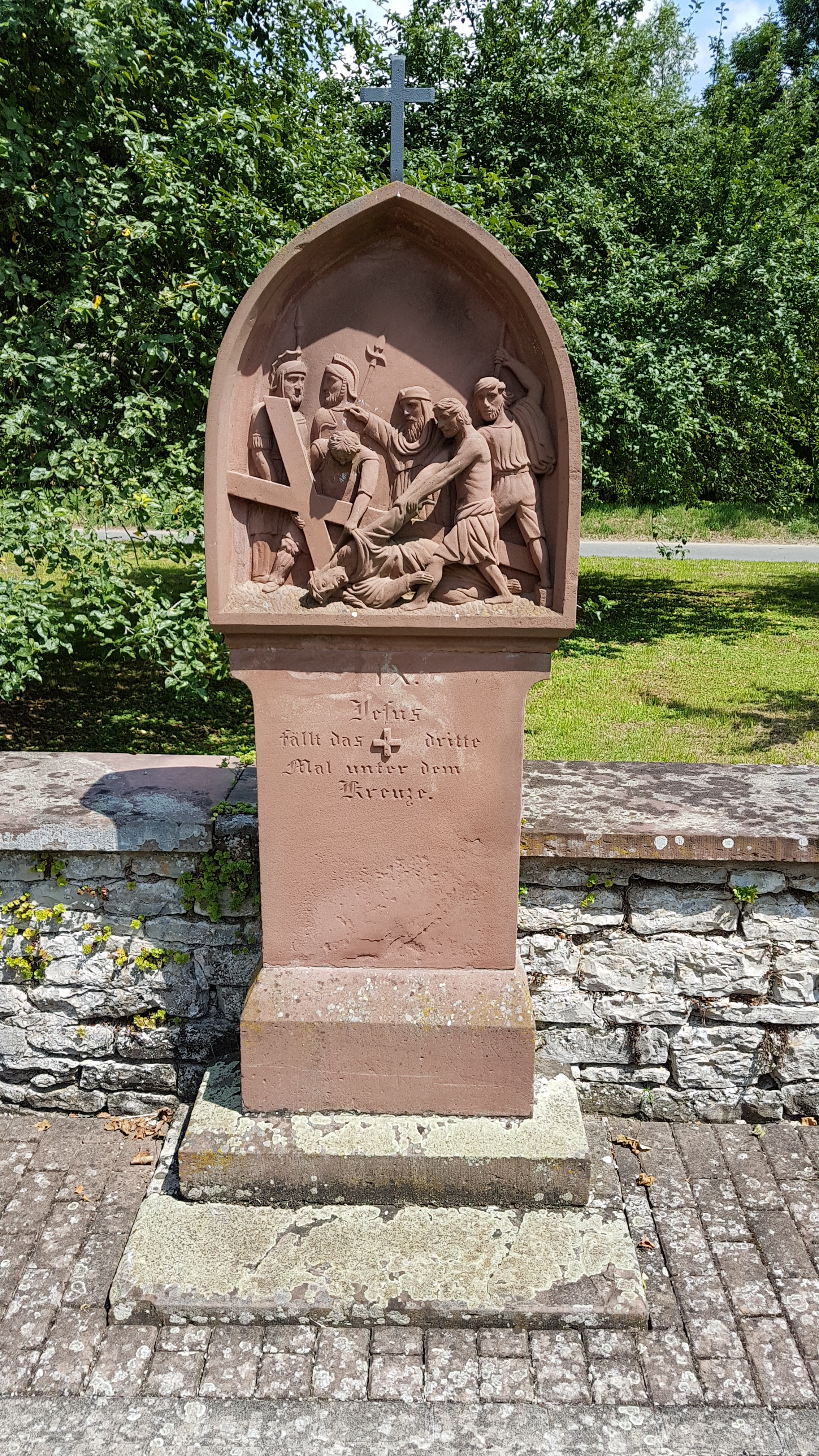
IX. Jesus fällt das dritte Mal unter dem Kreuze
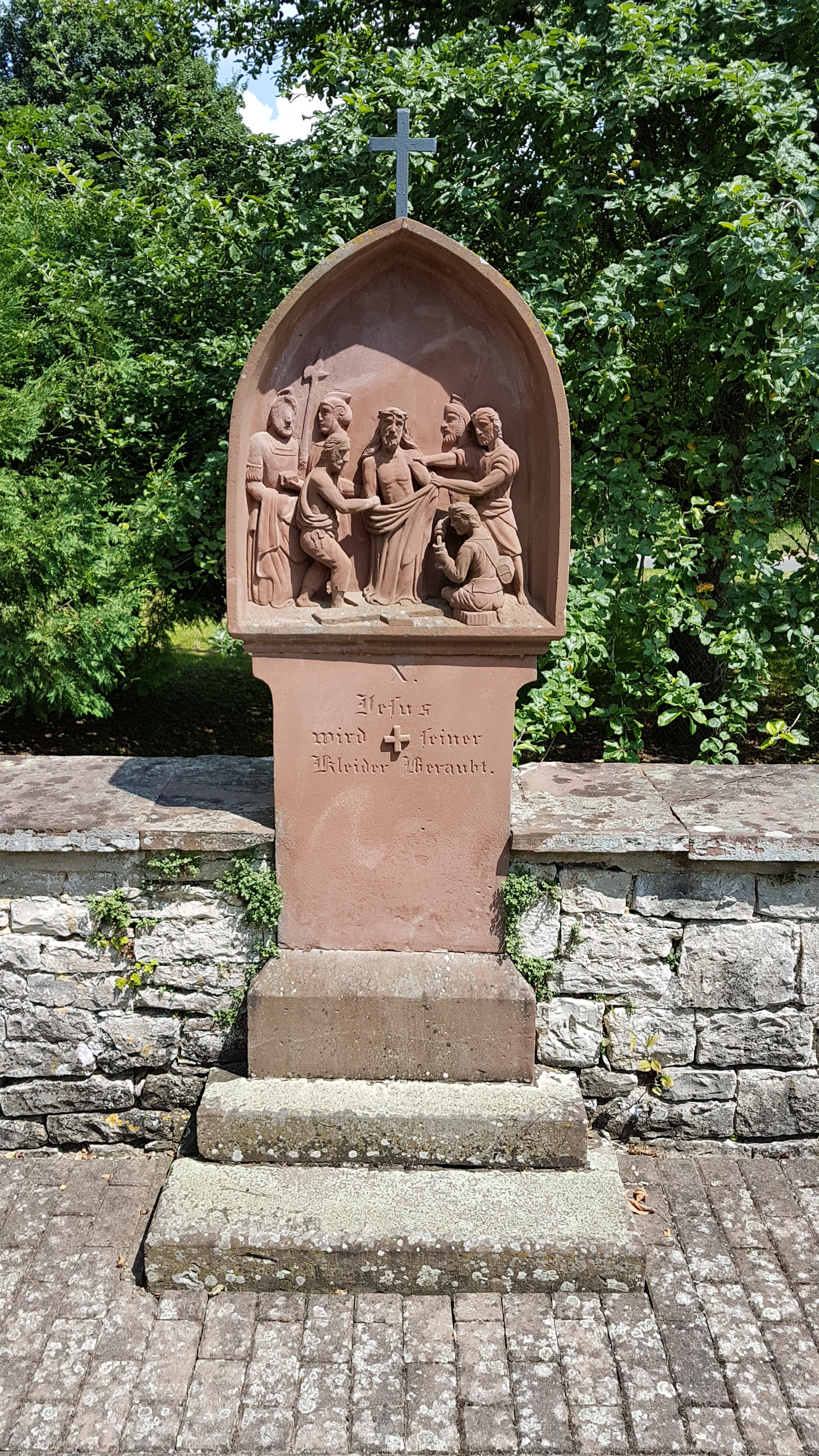
X. Jesus wird seiner Kleider beraubt
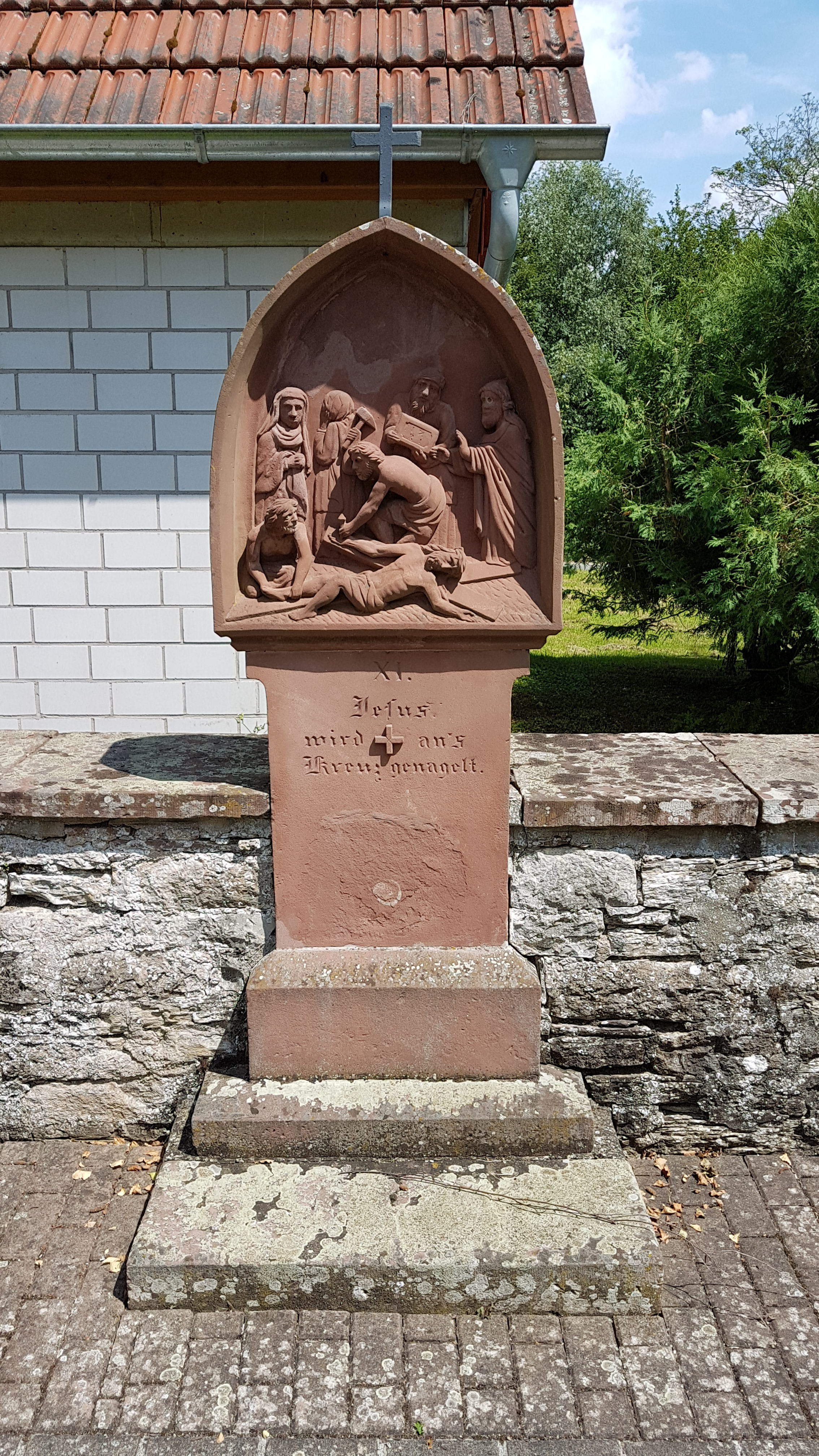
XI. Jesus wird an’s Kreuz genagelt
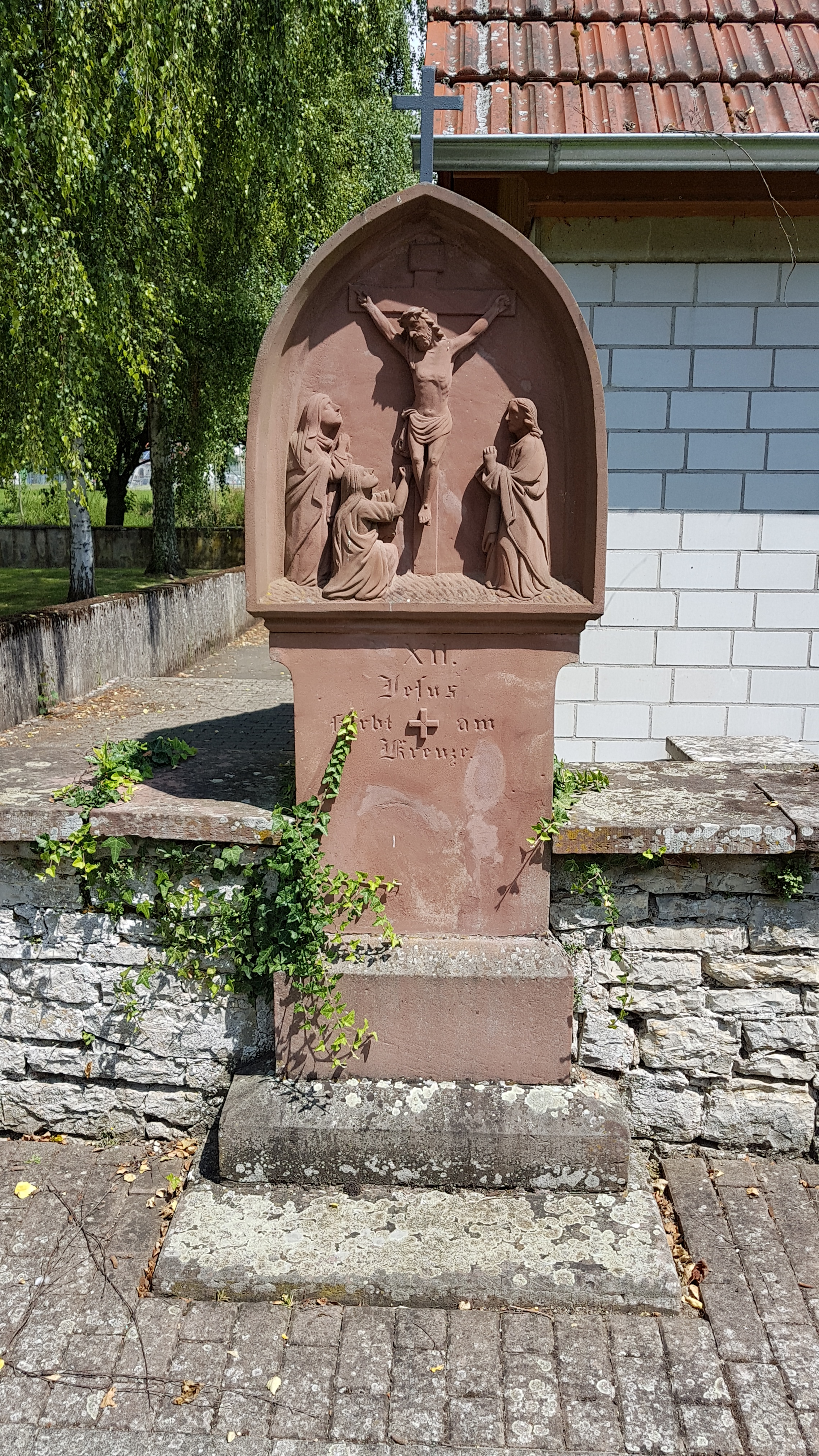
XII. Jesus stirbt am Kreuze
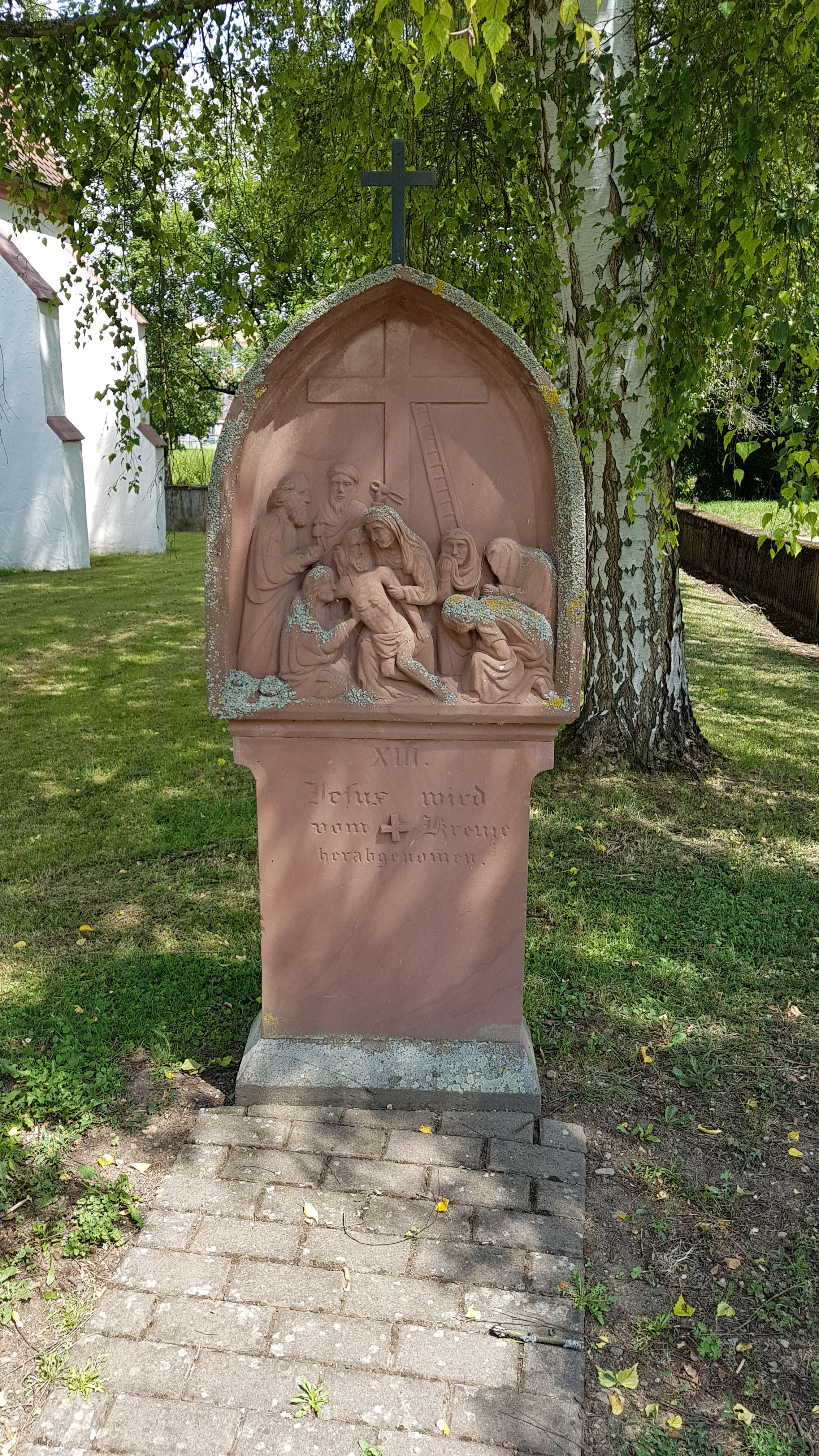
XIII. Jesus wird vom Kreuze herabgenommen
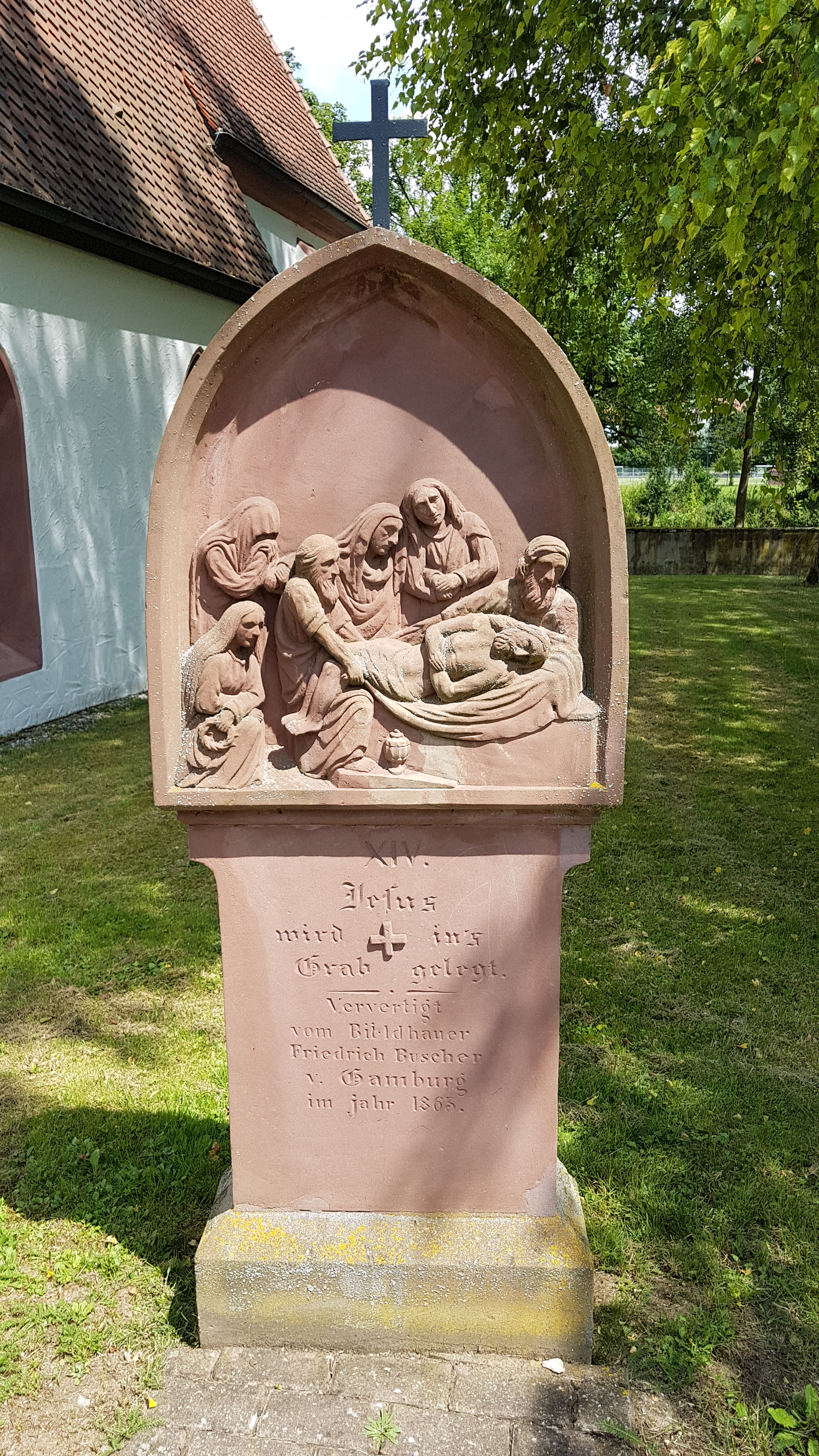
XIV. Jesus wird in’s Grab gelegt

## Denkmalschutz
Die Freilandkreuzweg befindet sich bei der Wolfgangstraße 27 (Flst.Nr. 0-5935, 0-5956 0-5959) und steht als Teil der Sachgesamtheit Friedhof mit Kapelle (St.-Wolfgangskapelle sowie Abendanz-Sarkophag jeweils § 28), Umfassungsmauer, Tor, Kreuzweg und historischen Grabmalen unter Denkmalschutz.